# Sofiane Loudjedi
Mohamed Sofiane Loudjedi (en arabe : سفيان لوجدي) est un footballeur algérien né le 3 février 1984 à Tlemcen. Il évoluait au poste de défenseur central.

## Biographie
Il évolue en première division algérienne avec son club formateur, le WA Tlemcen. Il dispute 67 matchs en Ligue 1.

## Palmarès
WA Tlemcen
- Coupe d'Algérie :
  - Finaliste : 2007-08.